# Корбеанка (Ђурђу)
Корбеанка (рум. Corbeanca) насеље је у Румунији у округу Ђурђу у општини Ванаториј Мичи. Oпштина се налази на надморској висини од 108 m.

## Становништво
Према подацима из 2002. године у насељу је живело 362 становника, од којих су сви румунске националности.